# Burg Balm
Die Burg Balm (in den Urkunden teilweise auch Balb, Balp oder Palm genannt) ist eine abgegangene Hangburg auf einem Geländesporn bei der Siedlung Balm, der Ort ist als Palba 876 erstmals erwähnt. Balm ist heute Ortsteil der Gemeinde Lottstetten im Landkreis Waldshut in Baden-Württemberg. Von der ehemaligen Burganlage ist nichts erhalten.

## Lage
In der Nähe von Lottstetten stand „einst auf einem etwa 30 m über den Rhein sich erhebenden Hügel die Veste Balm […] Balm hatte einen eigenen Adel, der von 1071 an urkundlich erwähnt wird.“

## Geschichte
Die Siedlung Balm ist heute Teil der Gemeinde Lottstetten – der Ort wurde 827 und 965 urkundlich erwähnt, auf eine Burg findet sich jedoch kein Hinweis. Ähnlich Jestetten (876). Das Kloster Rheinau wurde bereits 778 gegründet. Balm kann auch auf eine keltische (Wort-)Wurzel zurückgehen. Siehe: Balm (Toponym).

### Herren von Balm
Die Herren von Balm, waren freien Standes und Anhänger der Herzöge von Zähringen bis zu deren Aussterben 1218. Danach waren sie Dienstmannen der Freiherren von Regensberg. Die Balmer kommen in den Urkunden von 1152 bis 1291 vor und lebten später mit Bürgerrecht in Schaffhausen.

## Wappen
Die Freiherren von Balm führten als Wappen in Rot einen silbernen Mühlstein. (Die wohl noch im Terrain der Burg befindliche alte Balmer Mühle besteht noch als privates Wohnhaus). Freiherrin Clara von Balm und ihr Bruder führten dann als letzte ihres Geschlechts das Wappen ihres Mannes Heinrich von
Tengen, das steigende silberne Einhorn auf rotem Grund.
Zwischenspiel der Freiherren von Regensberg
Der Kauf 1291 des Zehnten in Lottstetten-Nack durch den Rheinauer Mönch Heinrich von Prasberg von Lüthold (Linthold) von Regensberg wurde per Vertrag in Gegenwart des Grafen Rudolf III. von Habsburg-Laufenburg im Schloss Balm abgeschlossen. Drei Jahre später war die Burg im Besitz des Grafen, denn 1294 verkaufte Lüthold von Regensberg Burg und Herrschaft mit den Ortschaften Balm, Lottstetten, Nack, Reutehof, Dietenberg, Geisberg und Lochehof an Rudolf III.
In der älteren Forschung galt die Chronik von Stadt und Landschaft Schaffhausen von Johann Jakob Rüeger (1548–1606) als bestimmend für die frühe (Besitzer-)Geschichte von Burg Balm. Vergleichsweise zeitnah lebend – um 300 Jahre später –, hatte der Chronist Rüeger jedoch keine Kenntnis mehr über den Zeitpunkt und die Gründe für die Besitzer-Wechsel vom Ortsadel auf die Regensberger und dann noch auf die Habsburg-Laufenburger:
„Diß schloß und herrschaft Balm kam an die grafen von Habspurg zu Louffenberg aber in welchem iar mag ich nit wüssen, wie ouch das nit, wann die von Balm, oder ouch warum si von diser irer grichtsherrligkeit vertriben worden und darum kommen.“ Rüegers Chronik lag ursprünglich nur handschriftlich vor, in der Vorbereitung einer gedruckten Ausgabe wurde sie knapp 300 Jahre später von Carl August Bächtold (1838–1921) abgeschrieben und im Druck zusammen mit dem Historischen Vereins Schaffhausen ab 1892 mit drei Teilen in zwei Bänden veröffentlicht. Dabei sah sich der Textbearbeiter Bächthold veranlasst, in einer Vielzahl von Anmerkungen Rüegers Darstellung zu ergänzen oder zu korrigieren. In der Anmerkung 2 zum entsprechenden Kapitel mit obigem Zitat bemerkt Bächtold: „1291 Verkauf Burg Balm an Rudolf V. von Habspurg-Louffenburg, dann an Regensberger und nach 1319 wieder zurück an Rudolf. (UR 457).“ Hier macht er selbst einen Fehler, denn der Verkauf fand wohl erst 1294 statt und gemeint sein muss als Käufer Rudolf III., da es unter den Habsburgern keinen Graf Rudolf V. gab – er verwechselt ihn in der Bezeichnung mit dem späteren Grafen von Sulz. Die Rüeger-Chronik:

## Grafen von Habsburg-Laufenburg
Zwar hatte Rudolf III. die Burg mit Sicherheit ab 1294 in Besitz, doch er verkaufte sie am 11. Mai 1310 für 15 Mark Silber an Adelheid von Regensberg und ihren Sohn. 1326 kommt sie jedoch wieder in die Hand der Habsburg-Laufenburger.
Besitzer Johann I.
Mit diesem zweiten Datum stieg auch Rüeger wieder ein: „Im 1326 im iar des Herren, hatt graf Hans von Habspurg die herrschaft Balm schon in sinem gwalt, da er ouch dem Spital [in Schaffhausen] alhie ein gut zu Balm (verstand im dorf) verlihe.“ Mit diesem Graf Hans ist jedoch ungenau Johann I. (1310–1337) gemeint, nicht Johann IV. Im Folgesatz scheint Rüeger selbst irritiert und bringt beide Hans in Abfolge: ... „Hans von Habspurg, filicht obgemelts graf Hansens son.“ Hier schließt Bächthold mit der Korrektur an: „(Anm. 3: Graf Rudolfs son)“. Die Abfolge gibt es nicht und ist in der Anmerkung korrekt verbessert.

### Besitzer Johann IV.
Nach der Unsicherheit um die beiden Grafen Hans, setzt Rüeger obigen Satz „Hans von Habspurg, filicht obgemelts graf Hansens son“ seinerseits ohne Nachweis fort mit: „der letst diß gschlecht von Louffenberg, so im closter zu Rhinow begraben (Anm. 4: gest. 5. Mai 1408 nach Bächtold) wont ouch in disem schloß Balm, der hatt zu einem gmahel eine von Landenberg (Anm. 5: Agnes von Hohen-Landenberg, Bächtold)“. Rüeger nennt ihn zwar nicht Johann IV., spezifiziert ihn aber über die „gmahel“. Rüeger selbst nennt kein Todesdatum. Bächtold nennt den 5. Mai, der sonst nirgendwo zu finden ist. Aus dieser vielfach fehlerhaften Quelle, von Bächthold zur Literatur erhoben, doch ebenfalls mit Fehlern begleitet, resultiert die Annahme, dass Johann IV. in Balm gewohnt habe und dort auch gestorben sei.
Diese Annahme wurde von Josef Bader in eigener Veröffentlichung 1840 ebenfalls benannt:
Josef Bader (1805–1883), der die um 1600 verfasste Rüeger-Chronik unter Umständen im Original gekannt haben könnte, mag Balm als Wohnort übernommen haben, doch nennt er als Todesdatum die „Woche vor St. Urban“, dessen Jahrestag der 25. Mai ist und stellt somit eher den 18. Mai fest, der in der neueren Literatur generell für zutreffend gehalten wird. Offen ist, wie er zum späteren Datum kam.

### Offene Frage zu Wohnsitz und Tod des Johann IV.
Trotz der zeitlichen Nähe Rüegers zu den Grafen – zuletzt 150 Jahre – ist somit festzustellen, dass er lückenhaft informiert ist, denn in den 80 Jahren zwischen 1326 und dem Tod Johanns 1408 kennt er Namen und Abfolge der Grafen nicht kennt oder verwechselt sie und so mag es gerechtfertigt sein, dass der Waldshuter Heimatforscher Kurt Hodapp (* 1930) in einer „Untersuchung“ im Jahr 2000 auch Rüegers Nennung des Wohn- und Todesortes Burg Balm in Zweifel zieht. Zumal er belegt, dass der Verkauf von Stadt- und Burg Laufenburg, dem eigentlichen Wohnsitz von Johann IV. an Leopold III. von Habsburg (u. a. von Vorderösterreich) kein Wohnsitzwechsel, sondern eine Gefälligkeit des Wiener war und Stadt und Burg noch im Kaufvertrag wieder als Mannlehen zurück an Johann gingen. Auch zahlreiche Urkunden der folgenden Jahrzehnte kennzeichnen nach Hodapp Johann als „Laufenburger“, nur selten als den Klettgauer Landgrafen und nie als Balmer.

„Im Heiratspakt von 1408 nach dem Tode von Graf Hans wird zwar Burg Balm als Witwensitz der Gräfin Agnes zugewiesen. Diese Bestimmung scheint unberechtigterweise die ganze Theorie über den Aufenthalt und Tod des letzten Laufenburgers auf Balm initiiert zu haben. Doch wird im Ehevertrag auch vermerkt, daß die Sulzer diese Burg zunächst entschulden und von den derzeitigen beiden Inhabern aus Schaffhausen auslösen müssen. Damit ist erwiesen, daß Balm damals nicht als Sitz des Grafen Hans gedient haben konnte und somit auch die Angabe nicht zutreffen kann, der Graf habe auf dieser Burg sein Leben beendet.“

Diese Frage hat insofern Bedeutung, als eine Schlussfolgerung der Althistoriker ist, dass Johann in der Nähe wohnend ein ‚guter Herr‘ der Landgrafschaft Klettgau war, da keine Konflikte überliefert sind. Hodapp hingegen schreibt, dass er sich wohl kaum um diesen Besitz kümmerte – selbst sein Richteramt delegiert hat –, da er vor allem als Vogt in Diensten Vorderösterreichs für den Aargau, Thurgau und Schwarzwald gefordert war und hier lag Laufenburg zentral und nicht im ‚hintersten Eck‘ des Klettgau die Burg Balm. Hodapp unterschlägt hierbei jedoch, dass das Rafzerfeld erst 1651 (!) mit den hohen Gerichten an Zürich kam, auch das obere Klettgau kam erst später – mit dem Gebiet im Wangental – der traditionellen Verbindung in das erst seitdem (!) von den Eidgenossen so bezeichnete „hintere Eck“. Der Klettgau also hier damals durchaus nicht hier endete, sondern an die Grafschaft Tengen stieß, welche die Burg Eglisau als Herrschaft besaß.
Am Todestag 18. Mai 1408 befand Johann sich offensichtlich auch woanders auf einer Reise. Siehe hierzu: Berichtigung zum Tod des Grafen

## Im Besitz der Grafen von Sulz
Mit der Erbtochter Ursula von Johann IV. und deren Heirat mit Graf Rudolf III. von Sulz geht die Burg 1410 dann an die Grafen von Sulz über. Eingefädelt hatte dies Rudolfs Vater, der Graf Hermann von Sulz.
Die Fortsetzung des Geschehens um Balm findet sich bei Josef Bader, der – offensichtlich im Gegensatz zu den Habsburg-Laufenburger Grafen – die Geschichte der Nachfolger, der Grafen von Sulz, sorgfältig recherchieren konnte und ausführlich dargestellt hat:
Graf Hermann von Sulz
Nach der Übernahme des 'Kommandos' des Altgrafen Hermann von Sulz, der die Herrschaft für seinen Sohn Rudolf durch die Heirat mit der Tochter Johann IV. 1410 bewirkt hatte und der formell zwar Landgraf des Klettgau und Schirmvogt von Rheinau wurde, doch die ‚Politik‘ seinem Vater überlassen musste, bewirkte Hermann eine andauernde Feindschaft mit dem Abt des Klosters, Hugo von Almishofen (1409–1434) und auch der Stadt Rheinau. Gegen den Sulzer bestand militärisch jedoch keine Chance und mit ihrem Besitz der Burgen Balm und Rheinau konnten sie auch eine andauernde Bedrohung inszenieren, die „Einkünfte des Klosters verschwenden“, Vorgänge, die dem mehrfach wegen seiner Gegenwehr eingekerkerten Abt Hugo nur die Möglichkeit von Hilfsersuchen zuletzt bis beim Papst (vermutlich Martin V.) ermöglichte. Dieser verhängte auch den Kirchenbann gegen die Sulzer und – wie Bader ergänzt –, gab er dadurch den Eidgenossen die Rechtfertigung bei fortgesetzten Querelen militärisch einzugreifen. Bis zu seinem Tode war Hermann dann vorwiegend damit beschäftigt, diesen Bann wieder zu lösen. Er starb auf Burg Balm „um das Jahr 1428“.
Eskalation unter den Söhnen Hermanns
Graf Rudolf III., vom Vater zurückgesetzt und von seiner Frau getrennt, „voll nagendem Grams folgte bald seinem Vater.“ Der wieder eingesetzte Abt Hugo, soll jedoch ebenfalls eine Misswirtschaft begonnen haben „und fand auch seine alten Feinde wieder“. Der umliegende Adel und die Landgräfin Ursula eröffneten die nächste Konfliktphase, in die sich nun die aus der Kontrolle einer Vormundschaft entlassenen Söhne Rudolf IV. und vor allem Johann II. und Alwig X. aktiv einschalteten. Sie trafen auf den neuen Abt Eberhard II. von Schwager, (von Schaffhausen) (1439–1465), zuerst vertraglich und rasch wieder im Streit, da sie gegen den Vertrag (zusammen mit der Mutter) das Schloss Rheinau besetzten. Der Konflikt geriet wegen eines Kriegs von Zürich gegen die damalige Eidgenossenschaft in Vakanz – dabei zog Graf Johann 1444 „mit einem Haufen seiner Knechte gegen Rheinau“, der Abt entkam, wurde aber noch am selben Abend von dreißig Rittern aus Schaffhausen wieder zurückgebracht. Johann und sein ihn unterstützender Bruder Alwig zogen sich rasch auf Burg Balm zurück. Sie beschwerten sich beim Waldvogt (von Vorderösterreich), der „mit sechshundert Schwarzwäldern“ heranzog, aber auf der Brücke von den Rheinauer Bürgern zurückgeschlagen wurde. Der Züricher Krieg war inzwischen eskaliert und es kamen „zwanzigtausend Mann französischer und englischer Söldlinge unter dem Herzog von Armangnak“ und verheerten die Waldstädte und den Klettgau. Hier nun besetzte Alwig „mit seinem Kriegsvolk“ ganz Rheinau, vorgeblich um die Stadt zu schützen. Nach Ende der Gefahr blieb er. Nun mobilisierte Abt Eberhard seine Lehensleute und der Ritter von Schienen mit einer Truppe vertrieb die Sulzer. Danach wurden wieder die Gerichte angerufen, doch die Sulzer beherrschen mit ihren Schlössern zu Rheinau und Balm die ganze Gegend und rächten sich, wo sie konnten – Rheinschiffe wurden ausgeraubt, Passagiere mit Lösegeld erpresst, Frachtwagen auf der Straße im Volkenbachtobel überfallen.

## Zerstörung der Burg
„Ein solches Unwesen ertrugen die Schafhauser nicht lange; sie waren jüngst mit Ulm und anderen Reichsstädten in ein Bündniß getreten. Auf diesen Rükhalt gestützt, verbanden sie sich mit dem Abte zu Rheinau um der sulzischen Wegelägerei für immer eine Ende zu machen. Wie des geschah soll Johann von Müller, der geborne Schafhauser, […] erzählen“

Bader zitiert dazu aus: Schweizer Gesch. III. 472 (der alten Ausgabe):
„Eines Tages ein tausend vierhundert neun und vierzig […] machten die Schafhauser bei einbrechender Nacht sich auf, erschienen unerwartet vor Balm, nahmen Ursula, Johann und Alwig gefangen, plünderten die Burg […] und verbrannten sie nachmals. […] Von da zogen sie hinüber und brachen die Neuburg auf dem Ottersbühl, herab dann und eroberten der Grafen zu Rheinau beschwerliche Burg. Schultheiß, Rath und Gemeinde wurden genöthigt, ihnen zu schwören. Froh empfing die Befreier Abt Eberhard, allen großen Schafhauser Familien verwandt. Triumphirend, mit der Gloke von Balm (Zeichen oft böser Anschläge) zogen der Stadt Banner wieder zu Schafhausen ein. Die Gefangenen wurden losgelassen. […] Dessen ungeachtet, beschlossen die von Schafhausen ein großes Geldopfer, um zu beseitigen, was allein rechtlichen Anspruch begründen konnte. Die Grafen und die Gräfin von Sulz wurden mit mehr als zehntausend Gulden zu der Zusage bewogen, Balm nie wieder herzustellen.“ Doch der Frieden war noch lange nicht hergestellt:
Friedensschluss
1453 begab sich die Stadt Schaffhausen in den Schutz der Eidgenossenschaft – die Sulzer bekämpften nach wie vor Rheinau und Schaffhausen – unter anderen auch Bilgeri von Heudorf –; doch auch Abt Erberhard schloss sich dem Schutz an und er bewirkte einen weiteren Bannstrahl eines Papstes (vermutlich Calixt III.), der allein nichts ausrichtend, doch den Zürichern 1456 die Rechtfertigung zu einem Feldzug gab, der die feindseligen Edelleute um die Sulzer neutralisierte. Danach wurde ein Frieden geschlossen, der „den fünf und vierzig Jahre währenden Kampf zwischen der Familie von Sulz und den Aebten von Rheinau beendete. [… Durch] das Ansehen der eidgenössischen Waffen“ – so Bader: „Die Grafen von Sulz bezeigten sich von da an sehr freundnachbarlich gegen das Stift, sie erlasen es sogar zu ihrer künftigen Grabstätte und stifteten einen Jahrestag dahin.“

### Überbleibsel und Nachleben

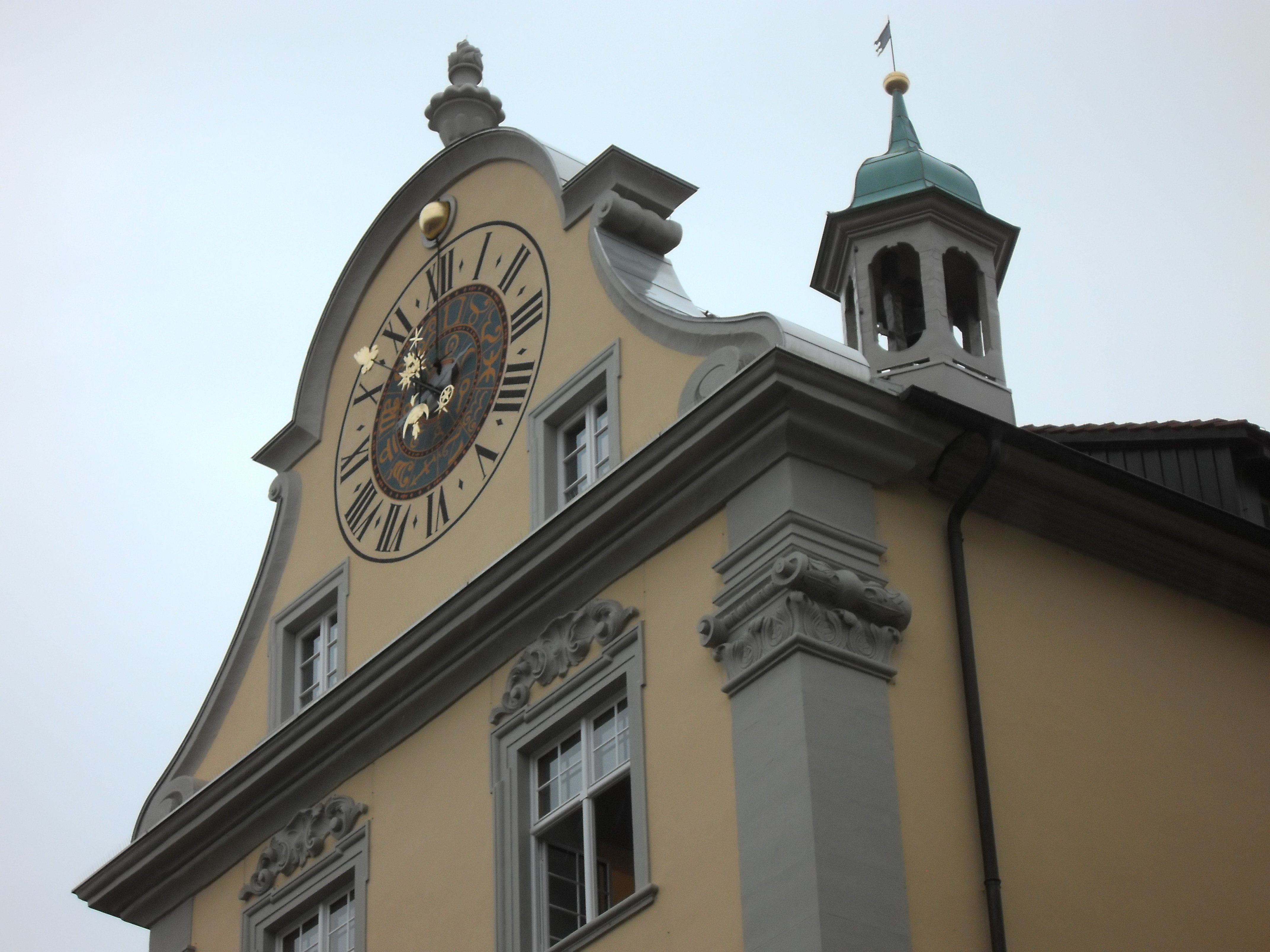
Der Fronwaagturm am Fronwagplatz mit der Astronomischen Uhr von Joachim Habrecht und dem Glockenturm mit der Burgglocke von Balm, auch Küngeliglöckli (von schwyzerdütsch Küng = König) genannt

Die Glocke der Burg wurde von den Schaffhauser Soldaten 1449 nach Schaffhausen gebracht und hängt dort noch heute im Fronwagturm. Sie wurde geläutet beim Einzug des Königs, bei der Wahl des Bürgermeisters oder bei Kriegsgefahr. Sie hat die Inschrift: Ave Maria, geratia pelena dominus † XIV Jor. Die Glocke wurde 1414 gegossen und hat als Gießerzeichen einen Baslerstab. Höhe 46 cm. Dm 53 cm. Durch den Einsturz des Fronwagturmes 1746 erlitt sie nur einige Kerben. Auch die Astronomische Uhr überstand den Sturz unbeschadet.
Sage
Um die Burg rankt sich eine Volkssage, von Kunigunde, der „Burgfrau von Balm“, die der Ritter Lutz von Balm, „ein böser und wilder Geselle“ vergiftete, um deren Kammerfräulein Aminia heiraten zu können. An der Wiege des Kindes von Kunigunde wachte eines Mitternachts der Geist der ermordeten Mutter. Die Wärterin erzählte dies der neuen Burgfrau, die in der nächsten Nacht die weiße Gestalt auch erkannte und meinte, Kunigunde wäre wohl nur eingesperrt worden. „Sie trat hin und wollte ihren Arm erfassen, griff aber in die leere Luft.“ Aminia floh entsetzt aus dem Schloss und hinterließ ihrem Gemahl nur die Nachricht, dass sie in ein Kloster ginge, um für die gemeinsamen Sünden zu büßen. „In der Seele des Ritters erwachten dann alle Schrecken. Er übergab sein Söhnlein einem Geistlichen zur Erziehung, entsagte der Welt und lebte als Einsiedler tief im wilden Gebirge.“
Theaterstück
„Der Ritter von Balm“, ein Heimatfestspiel von Paul Körber wurde 1925 in dem neuen Spielhaus in Lottstetten erstmals aufgeführt.